# Mega Man 6
Mega Man 6, conosciuto in Giappone come Rockman 6 (ロックマン6 史上最大の戦い!!?, Rokkuman 6: Shijō Saidai no Tatakai!!), è un videogioco pubblicato dalla Capcom per Nintendo Entertainment System ed è il sesto capitolo della serie di videogiochi Mega Man. Il videogioco fu pubblicato in Giappone il 5 novembre 1993 e l'anno successivo in America.
Ambientato direttamente dopo gli eventi di Mega Man 5, la trama ruota intorno al protagonista Mega Man, ed il suo ennesimo tentativo di fermare il malvagio dr. Wily. 

## Trama
Esattamente un anno dopo gli eventi di Mega Man 5, il miliardario Mr. X sponsorizza un torneo di combattimento tra robot, e il Dr. Light, essendo un pacifista, non iscrive Mega Man alla competizione, ma lo manda a supervisionarla. Il robot scopre che gli otto Robot Masters finalisti (Flame Man, Blizzard Man, Wind Man, Centaur Man, Plant Man, Knight Man, Yamato Man e Tomahawk Man) sono stati riprogrammati da Mr. X per il suo piano della conquista del mondo, così parte assieme al suo cane robotico Rush e all'uccellino Beat per fermarlo. Dopo aver sconfitto gli otto robot, Mega Man raggiunge il castello di Mr. X e scopre che è un alter-ego del Dr. Wily. Stavolta, dopo averlo sconfitto, riesce a catturarlo e consegnarlo alla giustizia, facendolo arrestare.

## Modalità di gioco
Non ci sono molti cambiamenti nel gameplay. Come per Mega Man 5, il Mega Buster, ora noto come Hyper Mega Buster, perderà la carica accumulata se Mega Man viene colpito prima di sparare, e gli spari carichi al massimo sono stati leggermente rimpiccioliti. È stata introdotta la possibilità di fondersi con Rush: tramite particolari adattatori, Mega Man può diventare Jet Mega Man o Power Mega Man. La prima trasformazione gli fornisce una sorta di doppio salto temporaneo, mentre la seconda aumenta la sua forza e gli permette di distruggere vari blocchi con un pugno a distanza, ma entrambe gli impediranno di scivolare perché la sua armatura diventa troppo pesante.  I livelli sono pieni di percorsi alternativi rispetto ai capitoli precedenti.

## Robot Master
| #   | Robot Master | Arma | Debolezza |
| --- | ------------ | --- | --- |
| 041 | Blizzard Man | Blizzard Attack (Attacco Tormenta) Mega Man spara quattro fiocchi di neve che coprono l'area davanti a lui. | Flame Blast (Il calore scioglie il ghiaccio e la neve.) |
| 042 | Centaur Man  | Centaur Flash (Flash del Centauro) Un flash accecante che distorce le dimensioni e colpisce tutti i nemici ignorando le loro difese, ma Mega Man resterà fermo sul posto per un breve periodo.                                                                                         | Knight Crusher (A causa del suo aspetto di metà cavallo, Centaur Man odia essere colpito con fruste o mazze, e quest'arma è una mazza ferrata. Inoltre, il Knight Crusher non può essere fermato dal Centaur Flash.)                                |
| 043 | Flame Man    | Flame Blast (Esplosione di fiamme) Mega Man spara una palla di fuoco in avanti, creando un pilastro di fuoco. Può anche essere usato sott'acqua, e possono esserci fino a un massimo di tre palle di fuoco alla volta.                                                                 | Wind Storm (I tornado possono raffreddare Flame Man e penetrare i suoi attacchi.) |
| 044 | Knight Man   | Knight Crusher (Schiacciata del Cavaliere) Mega Man spara una palla piena di spine che a una certa distanza, fa un arco e torna indietro come un boomerang. Può essere sparata in sei direzioni diverse e possono esserci un massimo di due palle spinate alla volta.                  | Yamato Spear (Knight Man è lento, e avversari rapidi e con armi leggere possono colpirlo più facilmente. Inoltre, armi affilate come frecce o lance possono anche penetrare un'armatura.)                                                           |
| 045 | Plant Man    | Plant Barrier (Barriera di piante) Dei petali circondano Mega Man facendogli da barriera. Come per la Skull Barrier, i petali non possono essere sparati. Stranamente, le piume di Tomahawk Man e la sua arma speciale penetrano la barriera di petali.                                | Blizzard Attack (Diverse piante sono molto vulnerabili alle basse temperature.) |
| 046 | Tomahawk Man | Silver Tomahawk (Tomahawk d'argento) Mega Man lancia un'ascia che può ignorare le difese dei nemici, anche quella di Knight Man. | Plant Barrier (Come per Knight Man, Tomahawk Man è stato costruito per scopi di combattimento, dato che il tomahawk è un'ascia da guerra, e i petali di fiore di quest'arma rappresentano la pace, quindi significa che la pace reprime le guerre.) |
| 047 | Wind Man     | Wind Storm (Uragano ventoso) Spara un tornado che si muove come la Bubble Lead di Bubble Man. Possono comparire fino a un massimo di tre tornado, ed essi scompaiono se toccano qualcosa. Se sconfiggono un nemico, lo scaraventeranno in aria, ma così non lasceranno cadere oggetti. | Centaur Flash (Il flash acceca Wind Man e gli impedisce di risucchiare Mega Man o di agire.) |
| 048 | Yamato Man   | Yamato Spear (Lancia Yamato) Mega Man spara delle punte simili a quelle della lancia di Yamato Man. Sono particolarmente veloci. | Silver Tomahawk (Il tomahawk può colpire Yamato Man quando salta a causa della sua traiettoria verso l'alto e può penetrare la sua corazza leggera.)                                                                                                |